# Ora Lightning Cat
Ora Lighting Cat – elektryczny samochód osobowy klasy średniej produkowany pod chińską marką Ora od 2022 roku.

## Historia i opis modelu

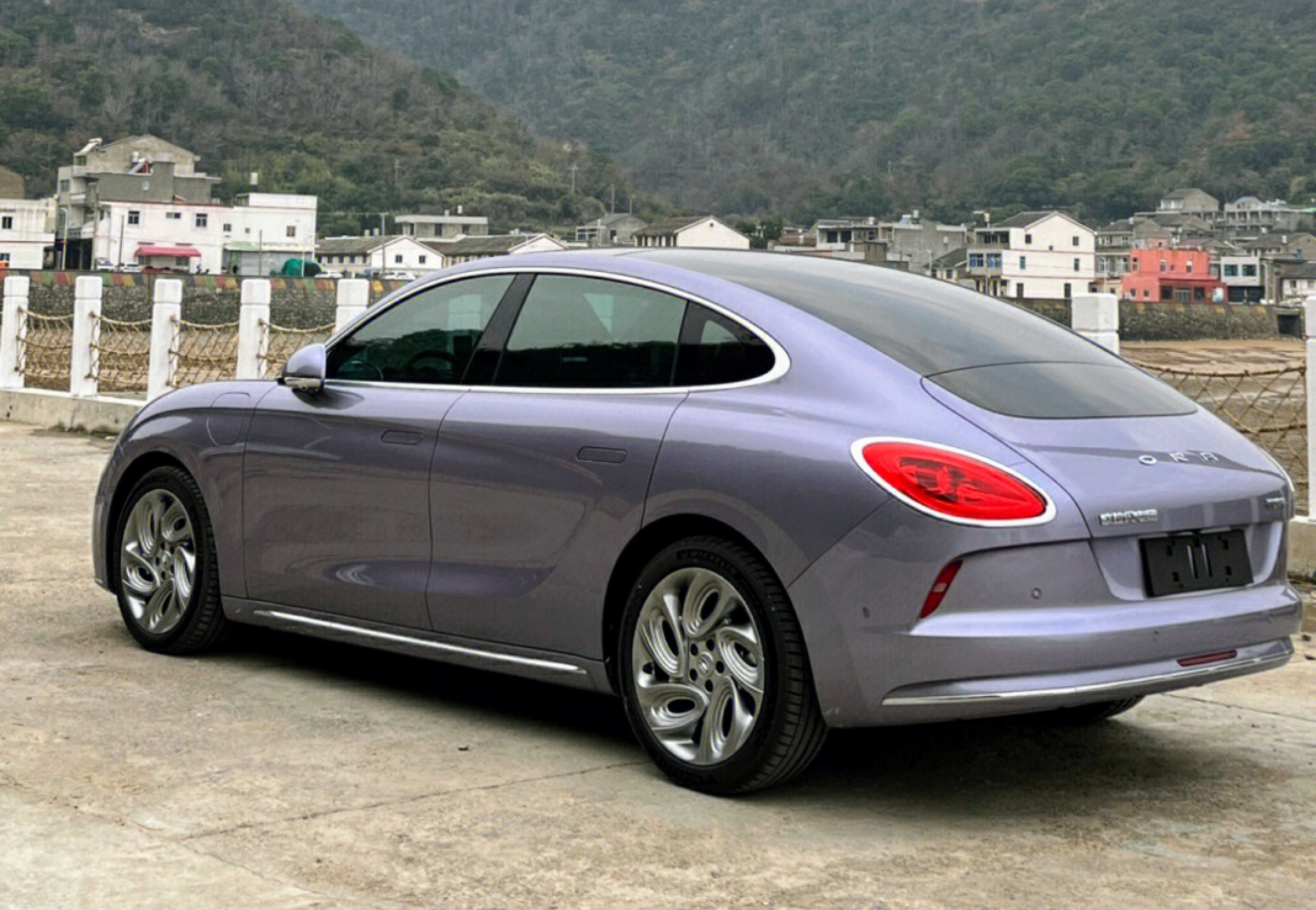
Ora Lightning Cat – tył

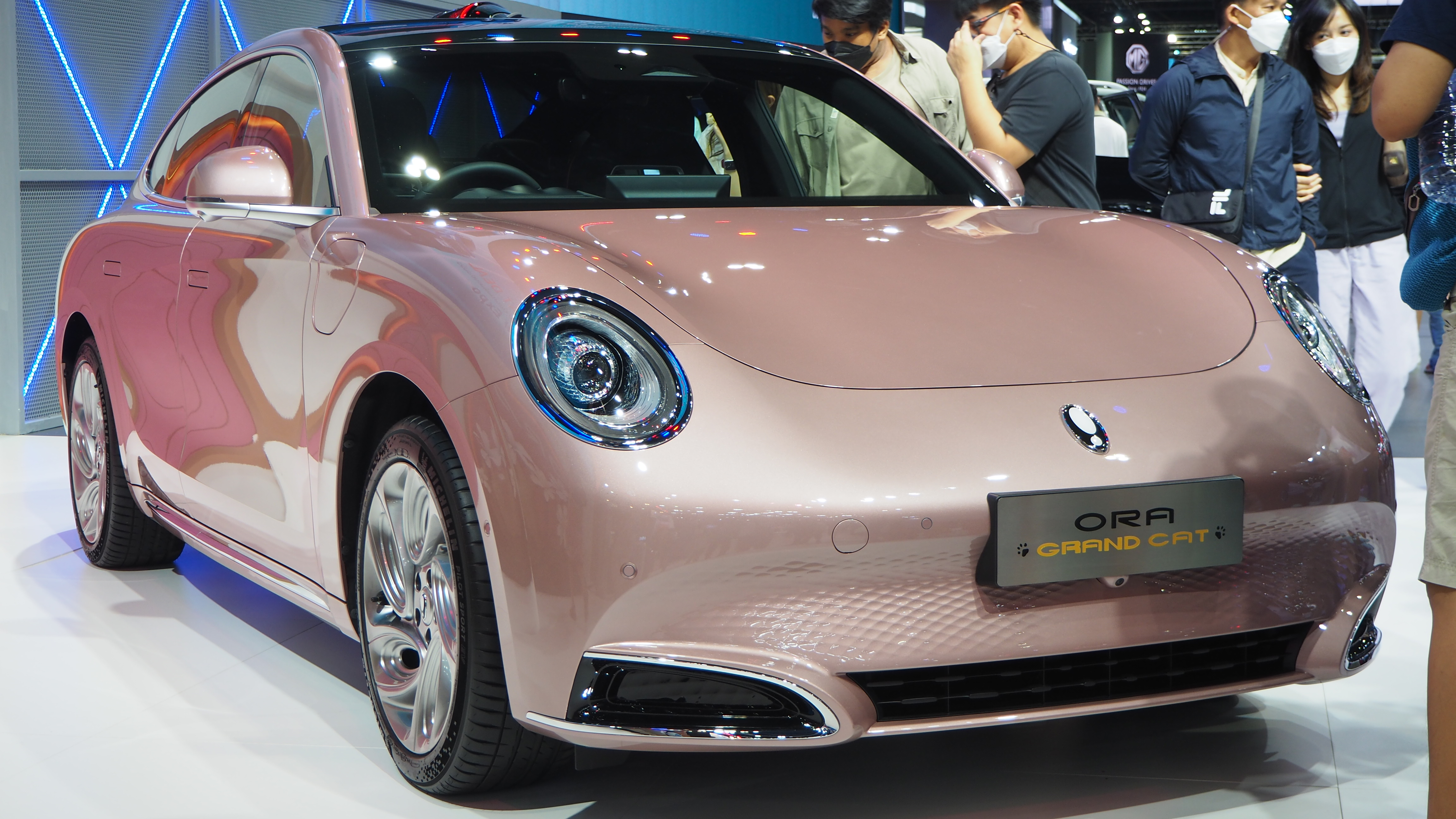
tajlandzka Ora Grand Cat

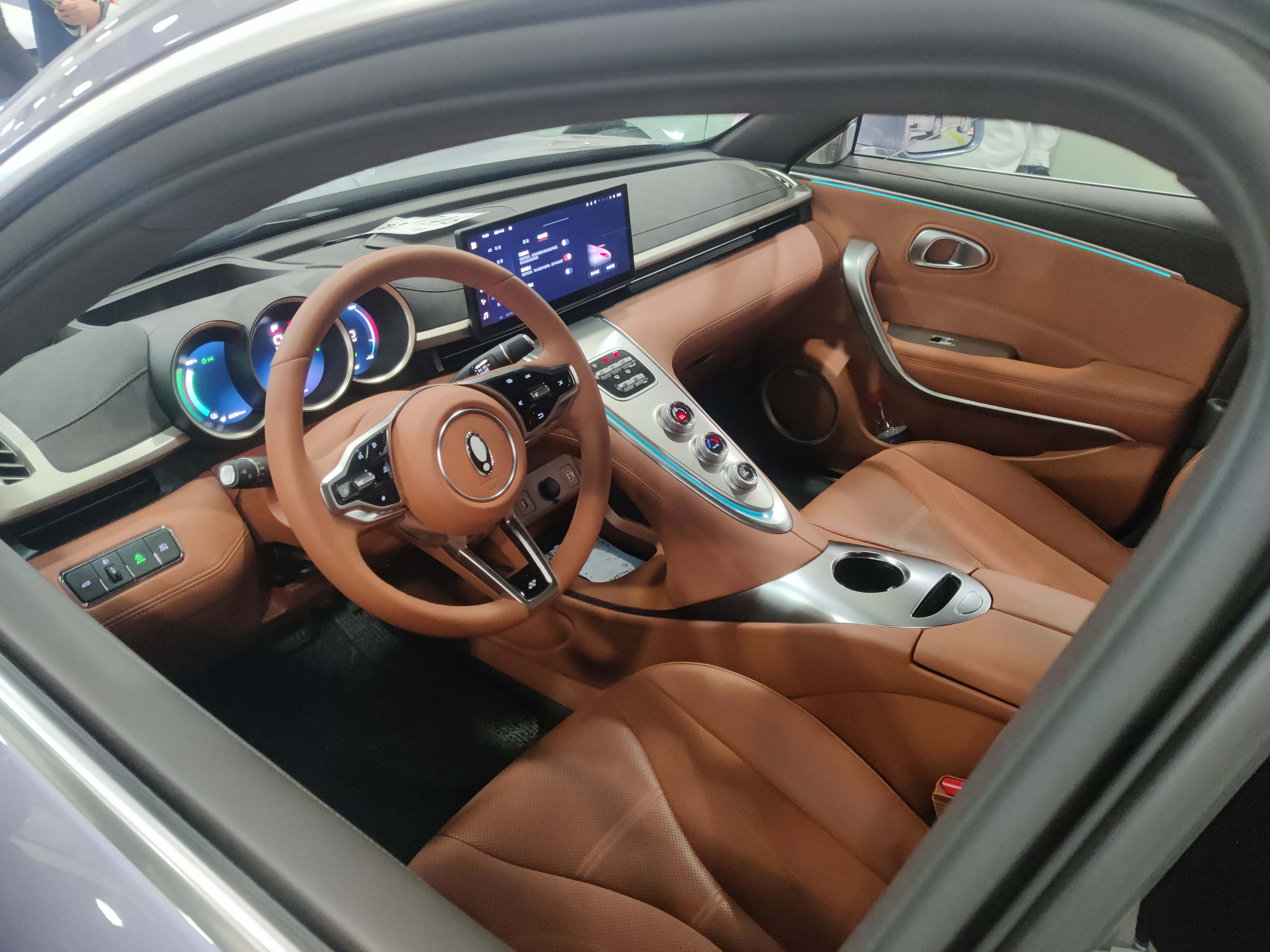
Ora Lightning Cat – kokpit

W kwietniu 2021 podczas międzynarodowych targów samochodowych Shanghai Motor Show zaprezentowany został prototyp 'Ora Lightning Cat Concept, zwiastujący plany chińskiej firmy wobec rozbudowy swojej oferty modelowej o większe i bardziej luksusowe samochody elektryczne. Niespełna pół roku później, w listopadzie 2021, Ora zaprezentowała Lightning Cata w seryjnej postaci, który w obszernym zakresie odtworzył stylistykę studium. Samochód utrzymano w awangardowej stylistyce z elementami retro, wyróżniając się smukłą dwubryłową sylwetką, szeroko rozstawionymi okrągłymi reflektorami, owalnymi lampami tylnymi i dużą ilością chromu. Wobec prototypu zdecydowano się jednak zmniejszyć umiejscowienie oświetlenia, a także uczynić zderzaki mniej masywnymi.
Charakterystycznymi cechami Ory Lightning Cat została nisko poprowadzona krawędź maski, a także duży szklany panel tworzony przez przeszklony dach płynnie przechodzący w położoną pod ostrym kątem tylną szybę. Pomimo nadwozia typu fastback, samochód jest de facto 4-drzwiowym sedanem z niewielką klapą z umieszczonym tuż nad nią otwieranym spojlerem. Drzwi zostały pozbawione ramek, klamki wysuwają się po naciśnięciu, z kolei alufelgi utworzył wzór układający się z owalnych logotypów Ory.
Kabina pasażerska wyróżniła się masywnym, daleko biegnącym tunelem łączącym się z minimalistycznym kokpitem. Pod kątem umieszczono fizyczne przyciski panelu klimatyzacji, z kolei cyfrowe zegary zabudowano trzema tubami w stylu analogowych wskaźników. Komfort jazdy zwiększa 11-głośnikowy system nagłośnieniowy Harman Infinity, a także rozbudowany system półautonomicznej jazdy ORA-PILOT 3.0 wspierany m.in. przez 10 kamer, 5 mikrofalowych radarów, 12 czujników ultradźwiękowych i czip 5G.
Specyficzna, obfitująca w obłości i smukłe linie stylizacja Ory Lightning Cat spotkała się w mediach motoryzacyjnych z częstymi porównaniami do charakterystycznego wzornictwa niemieckiego Porsche.

### Sprzedaż
Podobnie jak model Good Cat, Ora Lightning Cat jest samochodem o globalnym przeznaczeniu rynkowym. Od momentu prezentacji do dostaw pierwszych sztuk do nabywców oraz punktów dealerskich minął rok, rozpoczynając regularną sprzedaż poczynając od rodzimych Chin w październiku 2022 roku. W 2023 roku pod nazwą Ora Next Cat samochód poszerzył zasięg rynki Azji Wschodniej, jak Tajlandia czy Malezja, z kolei jako Ora Next Cat (po korekcie, GMW Ora 07) przewidziano sprzedaż na rynku europejskim oraz australijskim.

### Dane techniczne
Ora Lightning Cat to samochód elektryczny, do którego napędu wykorzystano dwa silniki o łącznej mocy 408 KM i 501 Nm maksymalnego momentu obrotowego, pozwalając na rozpędzenie się do 100 km/h w 4,3 sekundy. Bateria o pojemności 83,3 kWh ma pozwalać na przejechanie ok. 600 kilometrów na jednym ładowaniu według chińskiego cyklu pomiarowego CLTC.